# Копальні Сомаїл
Копальні Сомаїл — рудні майданчики з видобутку хромітів, розташовані на півночі Оману за пів сотні кілометрів на південний захід від Маскату.
На півночі Оману виявлені зазвичай невеликі, але численні родовища хромітів (є відомості, що в країні розробляли чи розробляють десятки хромітових рудників). Не пізніше 2007-го компанія Hatton FZE узялась за розробку покладів у районі Сомаїл, при цьому анонсована річна потужність проекту мала досягнути 480 тисяч тонн руди.
Розробка ведеться відкритим способом. Вміст оксиду хрому в руді коливається від 30 % до 42 % (втім, обсяги продукції з найвищим вмістом обмежені).
Руда спрямовується на експорт, при цьому вивезення організовано в контейнерах.